# К-3 (автомат)
К-3 — стрелковое оружие, армянский автомат с компоновкой булл-пап. Сконструирован на основе автомата АК-74.
Разработан отделом военной промышленности при Министерстве обороны Армении, впервые представлен широкой аудитории в октябре 1996 года. Выпускался малыми сериями, не поставлялся на экспорт.
Вместе с достоинством компоновки булл-пап (малая длина оружия) К-3 получил и все её основные недостатки: неудобное расположение органов управления, невозможность стрельбы с левого плеча.

## Конструкция
Принцип работы автоматики повторяет таковой у автомата Калашникова: отвод части пороховых газов с длинным ходом поршня. Запирание канала ствола производится поворотом затвора с двумя боевыми упорами. В стволе выполнены 4 правосторонних нареза с шагом 196 мм. Питание боеприпасами осуществляется из отъёмных коробчатых магазинов от АК-74 ёмкостью 30 патронов. Спусковой крючок вынесен вперёд. Предохранитель-переводчик расположен на правой стороне ствольной коробки. Режимы огня — непрерывный или с отсечкой по одному выстрелу. Прицельные приспособления состоят из мушки и диоптрического целика, вынесенных вверх для удобства прицеливания. Конструкция автомата предусматривает возможность установки оптического прицела ПСО-1, также производившегося в Армении. Приклад, пистолетная рукоятка и цевьё выполнены из полимера. На дульном срезе установлено устройство для стрельбы осколочными винтовочными гранатами с пулеулавливателем 3К-3.

## Страны-эксплуатанты
- Армения — состоит на ограниченном вооружении сил специального назначения Армении[4]. Предлагается на экспорт (25-30 июня 2019 года один демонстрационный образец автомата К-3 был представлен на международном военно-техническом форуме "Армия-2019" в качестве оружия, которое может быть изготовлено на экспорт)[6].